# Моргентау, Генри (старший)
Генри Моргентау (англ. Hans Henry Morgenthau, 26 апреля 1856 — 25 ноября 1946) — посол США в Турции в годы Первой мировой войны.
Сын Генри Моргентау-младший — государственный деятель и финансист. Внук — Генри Моргентау III, прославился как телепродюсер и писатель, а внучка Барбара Такман — известная американская писательница.

## Биография
Моргентау родился в германском городе Мангейм, в еврейской семье. В 1865 году с семьей переехал в США. Окончил юридическую школу Колумбийского университета, был активным членом Демократической партии США.

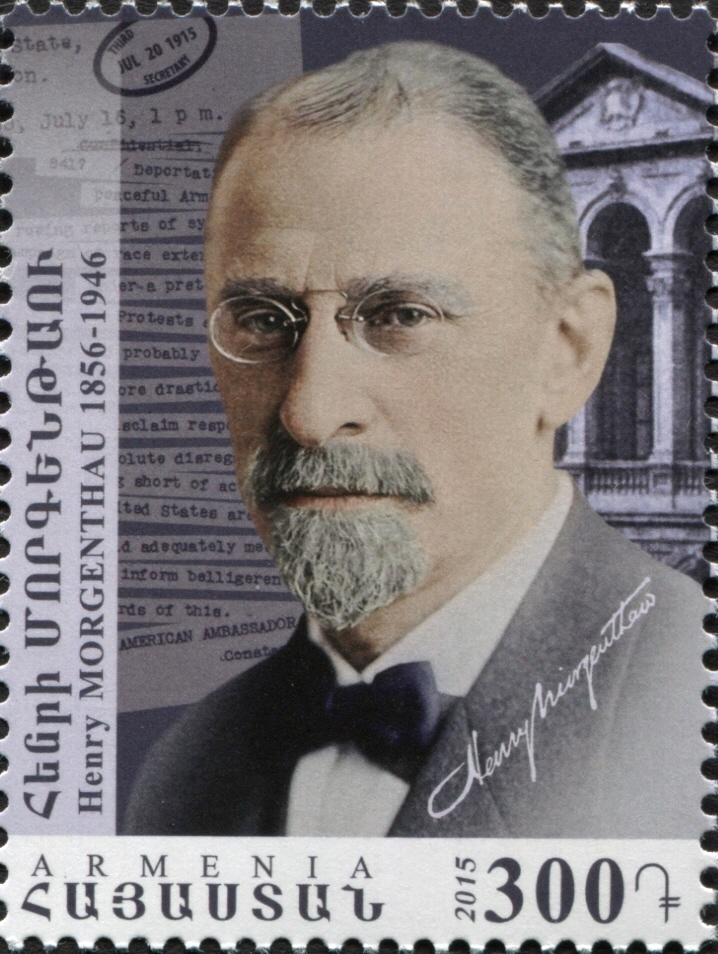
Генри Моргентау
на почтовой марке Армении (2015)

Будучи послом США в Турции (1913—1916), Моргентау осудил геноцид армян и этническую чистку направленную против греков, как «кампанию расового уничтожения». Когда османские власти начали истребление армян в 1915 году, письменный стол Моргенто был завален отчётами почти всех американских консулов, проживавших в различных частях Османской империи, с документальными подтверждениями массовых убийств и депортаций. Накопив достаточно доказательств массового истребления армян, он официально проинформировал правительство США о деятельности Османского правительства и попросил его вмешаться. Однако, американское правительство, не желая вмешиваться, оставалось нейтральным, никак не комментируя зверства младотурецких властей на официальном уровне. Моргентау провёл встречи с руководителями Османской империи, чтобы обсудить форматы облегчения положения армян, но со стороны официальных властей его протесты были проигнорированы. Тем не менее, он предупредил министра внутренних дел страны Талаат-пашу, заявив, что «Наш народ никогда не забудет эти массовые убийства». Но, так как массовые убийства продолжались, Моргентау и несколько других американцев решили создать общественный Фонд, который помогал бы выжившим армянам Османской империи, а также «Комитет по злодеяниям против армян» (позднее переименованный в Американский комитет помощи Ближнему Востоку), собрав более 100 миллионов долларов в качестве помощи (эквивалент $ 1 млрд долларов сегодня). Благодаря своей дружбе с Адольфом Оксом, издателем «New York Times», он увеличил объём информационного освещения массовых убийств армян с 1 статьи в 1915 году до 145 статей. Такие действия Моргентау раздражали турецкие власти, что привело к его уходу с поста посла США в Турции в 1916 году. Оглядываясь на это решение в своей книге «Убийство нации», он писал, что он «пришел к выводу, что Турция является территорией ужаса…»; «Я исчерпал свои ресурсы. Я обнаружил, что невыносимо мое дальнейшее ежедневное общение с людьми добрыми и любезными…, от которых все ещё разило кровью почти миллиона людей…». В 1918 году посол Моргентау публично выступил в США с заявлением о том, что греки и ассирийцы были подвергнуты «тем же методам депортации и массовой резни», и что 2 миллиона армян, греков и ассирийцев уже погибло.
Моргентау отверг «политкорректную» гипотезу о турецких депортациях армян как о военной необходимости, и убедительно доказал, что целью младотурок было полное уничтожение армянского народа. Моргентау осудил безразличие европейских держав, которые, в свою очередь, подтолкнуло турецких убийц.
Возглавлял американскую правительственную миссию в Польше, был представителем США на Женевской конференции. В 1918 году опубликовал мемуары — «Историю посла Моргентау», где описал свои беседы с лидерами Османской империи и их роли в геноциде армян.